# C. C. Beck
 C. C. Beck, de son vrai nom Charles Clarence Beck, est un auteur américain de bande dessinée né le 9 juin 1910. Après avoir débuté en dessinant des personnages sur des abat-jours, il trouve un emploi chez Fawcett Publications. Il suit cette société lorsqu'elle s'installe à New York. En 1939, les propriétaires de Fawcett décident de se lancer dans l'édition de comics ; Beck crée alors avec Bill Parker le personnage de Captain Marvel.
Très rapidement, le personnage connaît le succès et les ventes de son comics dépassent celles de Superman. Des séries dérivées sont alors mises en vente et Captain Marvel voit arriver Captain Marvel Junior, Mary Marvel, etc. Ne pouvant assurer seul tout ce travail et afin de fournir une unité graphique C. C. Beck dirige un studio à partir de 1941. Il reste attaché à Captain Marvel jusqu'à la fin de celui-ci en 1953 mais est obligé ensuite de quitter le monde des comics ne trouvant plus d'emploi. Il tient un temps un bar-grill, tente de lancer une nouvelle série de comics, mais sans succès jusqu'à ce qu'en 1972, DC, devenu propriétaire des droits de Captain Marvel, l'appelle pour relancer le titre. Il ne reste qu'une dizaine de numéros et abandonne le dessin. Il meurt le 22 novembre 1989.

## Biographie
Charles Clarence Beck, naît à Zumbrota dans l'état du Minnesota le 9 juin 1910, d'un père pasteur et d'une mère institutrice qui l'encouragent dans sa vocation d'artiste. Diplômé de la Chicago academy of Fine arts, il s'installe dans cette ville où ses premiers travaux rémunérés sont des dessins sur des abat-jours. Dès 1933, toujours à Chicago, il travaille pour la maison d'édition Fawcett Publications qui, à l'époque publie des pulps. Il réalise alors des dessins humoristiques.
En 1939, il suit Fawcett qui déménage à New York et lance Fawcett Comics, afin de se lancer dans la bande-dessinée très en vogue à l'époque. Beck dessine alors les aventures de Captain Marvel, appelé dans un premier temps Captain Thunder, sur une idée de Bill Parker. Ce super-héros, dont les traits sont inspirés par l'acteur Fred MacMurray connaît un énorme succès et les ventes du comic book dans lequel il apparaît sont très importantes. Whizz Comics n°2 se vend à 500 000 exemplaires et bientôt les ventes dépassent celles de Superman. En 1941, C.C Beck ouvre un studio, ce qui lui permet de produire plusieurs séries en plus de Captain Marvel comme Spy Smasher et Ibis l'invincible. C'est à ce moment qu'il déménage à Miami. Il travaille alors souvent avec le scénariste Otto Binder avec lequel il tente de lancer dans les années 1950 un comic strip dont le héros aurait été Tawky Tawny, un tigre parlant ami de Captain Marvel.
En 1944, Beck ouvre un second studio, mais les difficultés financières liées à la baisse de ventes de comics de super-héros l'obligent à fermer les deux studios. De plus, les poursuites entamées par DC Comics contre Fawcett amènent la disparition de Captain Marvel des publications en 1953. C. C. Beck tente de rester dans le monde des comics, mais ses projets sont rejetés et il est amené à abandonner la planche à dessin. Il tient un temps un bar, qui faisait aussi grill, à Miami ; il peint aussi des auvents et des vitrines de magasins.
En 1966, il tente de revenir dans l'industrie des comics avec Fatman, the Human Flying Saucer, sans succès. En 1972, il reprend une dernière fois le personnage de Captain Marvel, édité cette fois par DC Comics qui en a racheté les droits à Fawcett. En 1976, il déménage à Lake Wales en Floride puis en 1983 à Gainesville où il meurt le 22 novembre 1989 d'un cancer.

## Analyse de l'œuvre

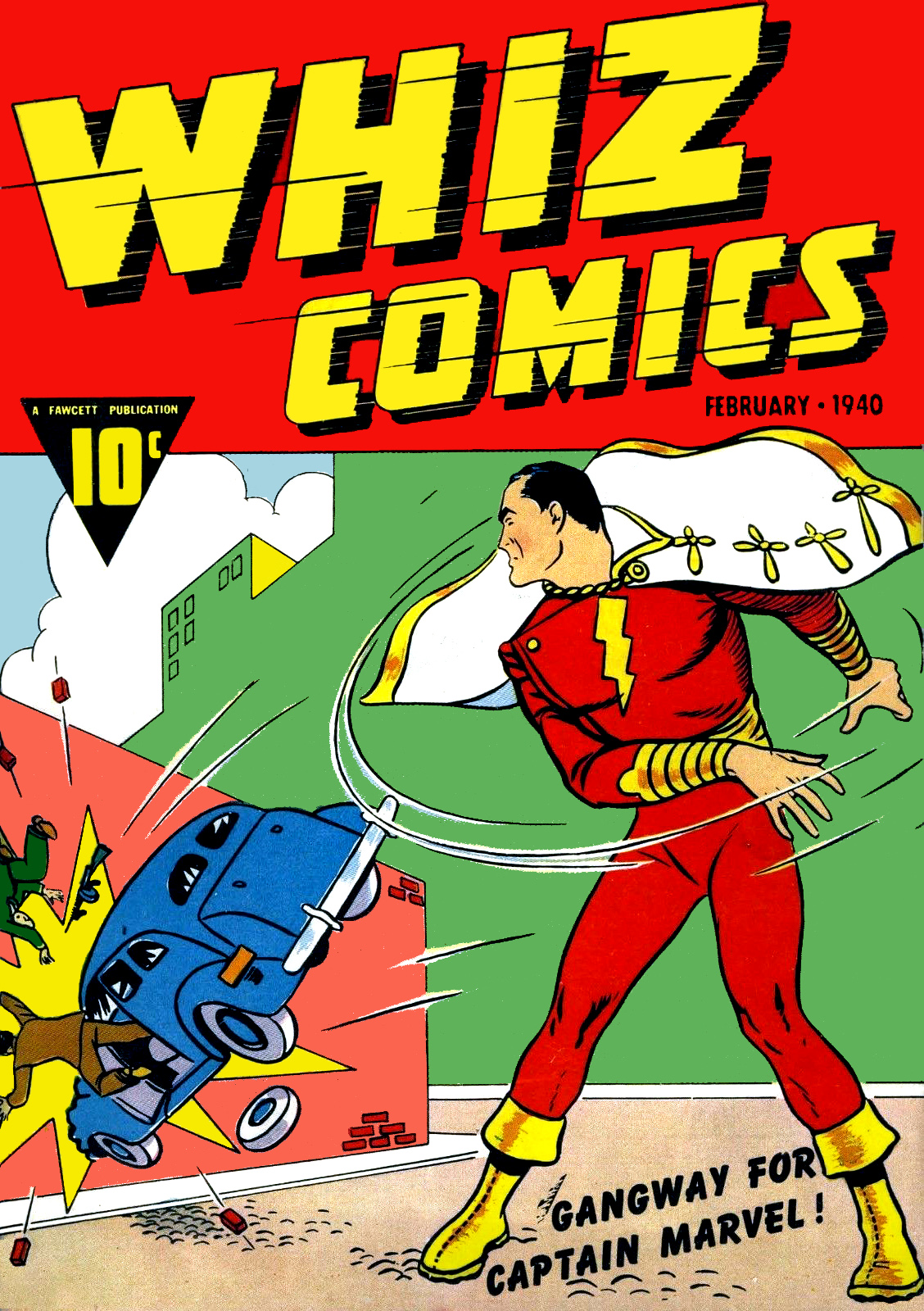
Illustration par C. C. Beck

C. C Beck a toujours eu un style de dessin clair et dynamique, proche de celui des cartoons. Ce style est le plus approprié pour conter les histoires de Captain Marvel lorsque celui-ci paraît dans des comics des années 1950. En effet, le monde tel qu'il est dessiné correspond à celui que peut voir un enfant. Le trait de Beck est si associé au personnage de Captain Marvel que Fawcett Comics propose à Beck d'être directeur artistique de tous les comics dans lesquels le Captain apparaît. De plus Beck dirige alors son propre studio, ce qui permet d'obtenir un style identique pour tous ces comics. Lorsque la société DC Comics devient propriétaire du personnage, elle tente de retrouver cet esprit et demande à Beck de dessiner les nouvelles aventures de Captain Marvel. Beck reste au dessin sur dix numéros avant de quitter DC à la suite de désaccords persistants sur le scénario. En effet, même s'il n'est pas scénariste, Beck intervient dans l'écriture des récits.

## Récompenses
- 1977 : Prix Inkpot
- 1993 : Temple de la renommée Will Eisner (à titre posthume)
- 1997 : Temple de la renommée Jack Kirby (à titre posthume)